# タケウチパンダ
タケウチパンダ（1974年（昭和49年）12月16日 - ）は、兵庫県伊丹市出身の日本のピン芸人。本名、竹内 宣和（たけうち のぶかず）。鳥取城北高等学校卒業。血液型はO型。
松竹芸能所属。既婚。

## 芸風・人物
実家は石材店。高校時代は空手でインターハイに出場した。兄が2人いる。
元々、安田裕己（現・団長安田（安田大サーカス））と「安田と竹内」という漫才コンビを組んでいた。安田とは幼稚園時代の幼馴染で、ある素人出場のお笑いイベントがあった時に竹内、安田とも別々のコンビで出場してウケたことに気を良くし、その後新聞で松竹芸能の養成所の募集を見て安田を誘った。その後、このコンビで『トロイの木馬』（フジテレビ）にも出演した。
芸人と兼業してごみ収集会社の収集作業員としても働いており、マシンガンズの滝沢秀一と同僚である。

## 芸風
ネタは主に音を使った一人コントが多い。代表作に「イタミネーター」「アンパン萬」「名探偵コーナン」「カラササイズ」など。音を使わないものでは、歌舞伎調の台詞回しと演技でネタを披露するものなどがある。
「カラササイズ」を始めたきっかけは、週一回大阪の堀江公園で空手を教えていたが、教えていたのが男性ばかりだったので、もっと女性部員を増やしたく、女性が興味を持つダイエット的なエクササイズを取り入れたらどうかと考えたことから生まれたという。

## 主な出演番組

### テレビ
- わらいのちから（ケーブルウエスト）
- ひるたま（テレ玉）- 水曜日のコーナー「SHUFU-sama」に出演
- 爆笑オンエアバトル（NHK）- 戦績0勝3敗 最高185KB
- 笑いの金メダル（テレビ朝日系）
- エンタの天使（日本テレビ系）- キャッチコピーは「道場破りのカラササイズ」

### CM
- ヘリオス大阪 - 代走みつくに・みょーちゃんと共にユニット「ピントコンナ」として出演
- オーダースーツ専門店ツキムラ（ラジオCM）

### インターネット
- 明日花とパンダのぴちぴちラジオ（ふみコミュニティ）
- バーチャファイターTODAY 圧倒的ツアー